# Podstawowa częstość uderzeń serca płodu
Podstawowa częstość uderzeń serca płodu – częstość bicia serca rejestrowana w czasie ciąży oraz w przerwach między skurczami macicy w czasie porodu. Wzrost podstawowej czynności nazywa się tachykardią (przyśpieszenie), a jej spadek bradykardią (zwolnienie), jeśli trwa on co najmniej dziesięć minut.